# Myggbukta
Myggbukta (Myggebugten en noruego) fue una estación de radio, meteorológica y de pesca noruega (Myggbukta Radio/LMG) en la costa este de Groenlandia, establecida en 1922 y abandonada en 1959. La estación está ubicada en el fiordo Mackenzie y hoy forma parte del Parque Nacional de Groenlandia. La estación se hizo conocida como el lugar donde cinco noruegos ocuparon el este de Groenlandia en 1931 y la denominaron como Tierra de Erik el Rojo, formalizando la soberanía noruega de la región.

## Historia
El Instituto Geofísico de Tromsø, que era responsable de los informes meteorológicos del norte de Noruega, quería elaborar informes meteorológicos detallados para todo el Atlántico norte. Por ello, investigaron las posibilidades de ubicar estaciones meteorológicas en la zona. Se tuvo conocimiento de que el patrón pesquero noruego Johan A. Olsen estaba planeando un viaje comercial en 1922 al este de Groenlandia y llegaron a un acuerdo con para que consiguiera materiales y pudiera levantar el asentamiento. Durante la travesía le acompañó el radiotelegrafista Helge Listerud. En el verano de 1922, su pequeño barco con una tripulación total de 7 hombres llegó al fiordo Mackenzie. Aquí construyeron el primer pequeño edificio primitivo, que probablemente era una cabaña de barro. Tenía una circunferencia de 7 m x 4 m, donde los 4 m x 4 m eran una sala de estar, el resto eran almacenes y dependencias. La casa fue construida con dos capas de tablas y cartón, y fue cubierta externamente con tierra y turba. Listerud pudo empezar a enviar informes meteorológicos y estableció así el primer contacto inalámbrico entre Groenlandia y el mundo exterior. Llamaron al lugar Myggbukta en referencia a la gran cantidad de mosquitos que hay en la zona en verano.
Después de su construcción, la estación solo estuvo en uso durante un año. Johan A. Olsen y toda la tripulación, incluido Listerud, desaparecieron en su camino de regreso a Noruega en agosto de 1923. La búsqueda de su barco tanto en 1923 como en 1924 resultó inútil.
El barco que en 1923 debía enviar nuevas personas a la estación no pudo llegar debido a la banquisa. En 1924, la expedición de búsqueda noruega dirigida por Gunnar Isachsen reparó la cabina, pero la estación no volvió a tener personal hasta 1926, cuando se reanudaron las previsiones meteorológicas. En 1930, la Arktisk Næringsdrift A/S se hizo cargo del asentamiento y del funcionamiento de la radio. Al mismo tiempo, se construyó un edificio de estación completamente nuevo y se instaló una nueva radio de onda corta.

### Bajo soberanía noruega

área reclamada por Noruega en 1932

Adolf Hoel y Gustav Smedal fueron figuras destacadas de los esfuerzos noruegos por aumentar su influencia en el Ártico. Temían que la expedición danesa de tres años a Groenlandia Oriental (1931-34) se convirtiera en el factor decisivo que inclinaría la cuestión de la afiliación de Groenlandia Oriental a favor de Dinamarca. El 26 de junio de 1931, enviaron un telegrama codificado a Hallvard Devold, quien en 1931 dirigió la expedición noruega a Myggbukta. Escribieron que en Noruega había un fuerte ánimo para lanzar una ocupación, pero que el poder estatal está dudando. Por lo tanto, pidieron a Devold que izara la bandera noruega lo antes posible y proclamara que el área entre el fiordo de Carlsberg y el fiordo de Bessel ahora estaba ocupada en nombre del rey Haakon. Al mismo tiempo, debía telegrafiar inmediatamente al Primer Ministro noruego, informarle de la ocupación y pedirle que incluyera la zona bajo la soberanía del Estado noruego. Eso fue exactamente lo que Devold hizo al día siguiente, 27 de junio de 1931 en 5 de la tarde. No está claro si los otros cuatro noruegos presentes en Myggbukta sabían algo sobre el plan de antemano, pero Devold había escrito el siguiente texto, que todos firmaron:

Idag kl. 5 eftm. har vi heist det norske flagg og tatt landet fra Carlsbergfjorden i syd til Besselfjorden i nord i besiddelse i H.M. Haakon den 7.'s navn, og kaldt dette område ”Eirik Raudes Land.”
Hoy a las 5 de la tarde emos izado la bandera noruega y hemos tomado posesión desde Carlsbergfjord en el sur hasta Besselfjord en el norte en nombre de S.M. Haakon VII, llamando a esta zona "Tierra de Erik el Rojo".
Myggbukta, 27 de junio de 1931. Firma: Halvard Devold, Ingvald Strøm, Søren Richter, Eilif Herdal, Thor Halle.

Halle escribió en su diario que debido a que la ley requería que fuera reconocida posteriormente por el gobierno, Devold había exigido que todos firmaran, porque, como dijo Devold: "No quiero estar solo si las cosas salen mal".. El gobierno noruego aceptó la ocupación el 10 de julio de 1931 y llegaron felicitaciones de toda Noruega. A Hallvard Devold se le asignó la autoridad policial noruega y Helge Ingstad fue nombrado gobernador (Sysselmann) de la zona.
Independientemente de los desacuerdos políticos entre Dinamarca y Noruega sobre el este de Groenlandia, no hubo problemas entre la gente de allí. Devold afirma sobre una visita a Myggbukta en 1932 de algunos de los participantes de la Expedición Trienal Danesa que eran unos tipos joviales e ingeniosos a los que era agradable tener como invitados:

Offisielt var vi rigtignok fiender i den pågående strid mellem våre respektive land, men i ødemarken kan man ikke tage slike hensyn.
Oficialmente, éramos enemigos en el actual conflicto entre nuestros respectivos países, pero en el páramo no se pueden tener en cuenta tales consideraciones.
Myggbukta (1932). Firma: Halvard Devold.

Myggbukta llegó a funcionar como una especie de "capital provincial" para las actividades noruegas en el este de Groenlandia. En 1932 se materializó, entre otras acciones, una zona de aterrizaje para aviones cerca de Myggbukta (Balås Flyveplass), que constituyó el punto de partida para la fotografía y cartografía aérea noruega.
La ocupación noruega terminó en 1933 después de que el caso fuera resuelto por la Corte Permanente de Arbitraje, tras lo cual Noruega reconoció la soberanía danesa sobre toda Groenlandia.

### Presencia noruega
Dinamarca y Noruega ya habían firmado en 1924 un acuerdo especial (Østgrønlandsoverenskomsten) sobre la utilización de los recursos del este de Groenlandia y, independientemente del resultado del caso ante el Tribunal Permanente, los derechos de Noruega continuaron según el acuerdo. Esto significó que los cazadores noruegos podían continuar sus actividades sin obstáculos, incluso con estaciones de radio y meteorológicas, que fueron interrumpidas en el período 1942-46 debido únicamente a la guerra. El acuerdo entre Dinamarca y Noruega se prorrogó por un nuevo período después de la Segunda Guerra Mundial, lo que significó que las actividades noruegas en Myggbukta continuaron hasta 1959, cuando la Arktisk Næringsdrift A/S cesó sus operaciones. El Instituto Meteorológico Noruego ya no necesitaba la estación de Myggbukta, y a Søren Richter, que en 1931 había ayudado a izar la bandera noruega como parte de la ocupación, se le permitió el 22 de agosto de 1959 ondear la bandera en una pequeña ceremonia.

## En la actualidad

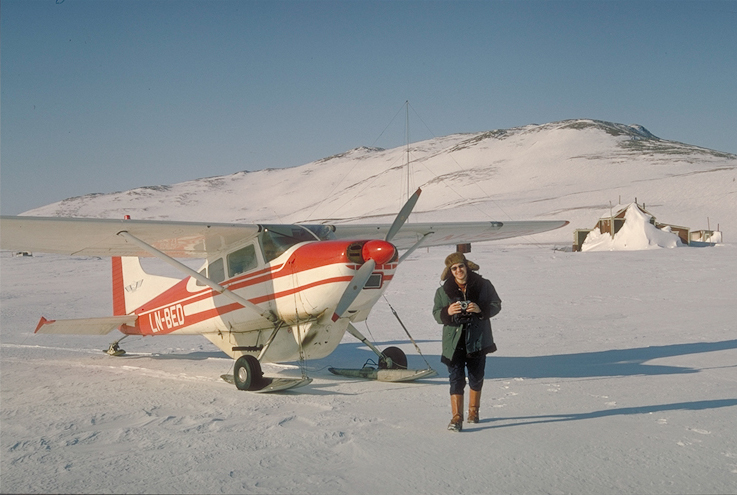
Un Cessna 185 en la pista de aterrizaje en 1973

Myggbukta comenzó a deteriorarse después de que los noruegos abandonaran la zona. Sólo alrededor de 1980, debido a la variada fauna, comenzaron a llegar regularmente expediciones a la zona y a realizar reparaciones individuales. En 1999, 2002 y 2011 varios equipos asociados a la organización voluntaria NANOK (Northeast Greenland Company NANOK) llevaron a cabo importantes obras de acondicionamiento. Las casas de Myggbukta se encuentran actualmente en buen estado de conservación y pueden utilizarse, por ejemplo, como casa de huéspedes o como punto de partida para expediciones científicas.